# Овражное (Гурьевский городской округ)
Овражное  — посёлок в Гурьевском городском округе Калининградской области. До 2014 года входило в состав Храбровского сельского поселения.

## История
В 1946 году Никельсдорф был переименован в поселок Овражное.

## Население
| 2002 | 2010 |
| ---- | ---- |
| 30   | ↗36  |

В 1910 году в Никельсдорфе проживало 204 человека, в 1933 году — 154 человека, в 1939 году — 149 человек.